# ألكسندر كوخ
ألكسندر كوخ (بالألمانية: Alexander Koch)‏ هو مبارز بالسيف ألماني، ولد في 22 فبراير 1969 في بون في ألمانيا.

## وصلات خارجية
- الكسندر كوش على موقع أوليمبيديا (الإنجليزية)